# Olzheim
Olzheim település Németországban, Rajna-vidék-Pfalz tartományban. Lakosainak száma 579 fő (2023. december 31.).

## Népesség
A település népességének változása:
| Lakosok száma | 336  | 557  | 559  | 590  | 596  | 579  |
|               | 1975 | 2017 | 2019 | 2021 | 2022 | 2023 |